# Jalševec Svibovečki
Jalševec Svibovečki je naselje u Republici Hrvatskoj, u sastavu Grada Varaždinskih Toplica, Varaždinska županija. 

## Zemljopisni položaj
Naselje se nalazi 5 km istočno od Varaždinskih Toplica, smješteno uz usku dolinu rijeke Bednje. Naselje se nalazi na križištu državne ceste Novi Marof - Varaždinske Toplice - Svibovec - Ludbreg i županijske ceste Svibovec - Drenovec -  Ljubelj. Dijelovi naselja su Brlaš, Brozi, Korović i Kostanjevec u Kalničkom pobrđu.

## Povijest
Sam naziv naselja svjedoči o tome da ovim krajem Turci nisu gospodarili. Jalša je naziv za drvo lat.: Alnus glutinosa. U krajevima u kojima su Turci vladali to drvo se naziva Joha. Sam naziv mjesta je nastao od riječi Jalše.
Sredinom XVI. stoljeća Jalševec je opustošen i pust kao i manji posjedi Fičurje, Posrednica i Hum, sada lokaliteti u vinorodnom pobrđu Kalnika.  
Poslije turskog pustošenja u XVI. stoljeću mjesta Leskovec Toplički, Svibovec, Drenovec i Jalševec ostaju pusta. Da bi se mjesta naselili, zemlja se poklanja, prodaje ili daje u najam ljudima koji su bježali ispred Turaka i osiromašenom plemstvu. 
Po nekim doseljenicima su i prozvana naselja novaki, Brozi, a Jalševec je postao predij doseljenika plemenskog imena Pokos. 
Jalševec pripada župi Sveta tri kralja u Svibovcu, prijašnjoj topličkoj kapeli. U vrijeme barokizacije topličkih crkvenih građevina, na križanju puteva postavljen barokni poklonac s kipom Krista premišljevača.

## Stanovništvo
Prema popisu stanovništva iz 2001. godine, naselje je imalo 364 stanovnika te 100 obiteljskih kućanstava.
| broj stanovnika | 150   | 202   | 252   | 321   | 385   | 422   | 398   | 400   | 450   | 478   | 432   | 413   | 390   | 376   | 364   | 302   | 271   |
|                 | 1857. | 1869. | 1880. | 1890. | 1900. | 1910. | 1921. | 1931. | 1948. | 1953. | 1961. | 1971. | 1981. | 1991. | 2001. | 2011. | 2021. |